# Victor Kissine
Pour les articles homonymes, voir Kissine (homonymie).
Victor Kissine, né le 15 mars 1953 à Leningrad (Union soviétique), est un compositeur belge d'origine soviétique qui s'est installé en Belgique en 1990,.

## Biographie
Victor Kissine est diplômé du Conservatoire de Saint-Pétersbourg après y avoir étudié auprès du professeur Mihail Druskin (ru). En 1981, Victor Kissine obtient un doctorat en musicologie de la même institution.
Il travaille comme professeur d'analyse et d'orchestration musicale au Conservatoire royal de Mons et enseigne à l'Institut national supérieur des arts du spectacle et des techniques de diffusion (INSAS). En 2001, Victor Kissine commence à collaborer avec Gidon Kremer et son orchestre Kremerata Baltica. Des enregistrements de ses œuvres ont été publiés sur le label ECM Records. En 2011, l'enregistrement de son deuxième Trio avec piano (Zerkalo), associé au Trio pour piano de Piotr Tchaïkovski  a reçu le Prix de la critique allemande du disque (de) (Preis der deutschen Schallplattenkritik). Une pièce lui est commandée pour la demi-finale de la session violon du Concours musical Reine Élisabeth 2012.
Victor Kissine est élu membre de l'Académie royale des sciences, des lettres et des arts de Belgique en 2008.
Sa production comprend des œuvres symphoniques, des concertos, de la musique de chambre, des œuvres vocales, des opéras, des ballets et des musiques de films.

## Décoration
- Grand officier de l'ordre de Léopold[4]